# والدرینگ، کانتی دورام
والدرینگ (به انگلیسی: Waldridge) یک روستا و محله مدنی در بریتانیا است که در County Durham واقع شده‌است. والدرینگ ۲۱۵ نفر جمعیت دارد.